# Успон
„Успон ” је југословенска документарна телевизијска серија снимљена 1984. године у продукцији ТВ Загреб.
Комплетна ТВ екипа ▼
| Редитељ              | Данко Воларић    |
| Директор фотографије | Живко Крстичевић |